# Totis Béla
Totis Béla (Budapest, 1895. február 26. – Nizza, 1942. vagy 1944.) orvos, nőgyógyász, szakíró.

## Élete
Totis József bonyhádi származású hitoktató és Stiaszni Mini fiaként született zsidó családban. Középiskolai tanulmányait 1904 és 1912 között a Budapesti VIII. kerületi Magyar Királyi Állami Főgimnáziumban végezte, majd felvételt nyert a Budapesti Tudományegyetem Orvostudományi Karára. 1917. szeptember 20-án Budapesten, a Józsefvárosban házasságot kötött Fleischmann Ilona orvosnővel, Fleischmann Lajos és Bőhm Jozefa lányával.
A két világháború közötti időszakban marxista felfogású orvosként működött, szélesebb körben a nemi életről szóló népszerű-ismeretterjesztő könyvei folytán volt ismert. Visszaemlékezések szerint a fogamzás kérdéskörét tárgyaló könyve annyira népszerű volt, hogy évente egy teljes kiadásnyi fogyott el belőle.
Jelentős szerepet vitt abban, hogy a Szociáldemokrata Párt orvos- és jogászszervezete 1932-ben születésszabályozási ankétot rendezett. Itt egyik korai támogatója volt az abortuszok magyarországi engedélyezésének. 1935-ben tiltott magzatelhajtás végrehajtása miatt másfél évi börtönre ítélték, majd bűncselekmény hiánya miatt felmentették (csak injekciókkal készítette elő a műtétet).
Ugyancsak 1932-ben a Korunk című folyóiratban vitát folytatott József Attila költővel erkölcstani kérdésekről, utóbbitól egy kéziratos munka is fennmaradt a témakörrel kapcsolatban. Babits Mihály és Illyés Gyula baráti köréhez tartozott.
Foglalkozott a homoszexualitás kérdéskörével is, álláspontja a következő volt: képmutatónak tartotta a korabeli erkölcsi felfogást, amely elítélte és büntette a kisemberek homoszexualitását, ugyanakkor köztisztelettel övezett híres ilyen személyeket. Ismerte Karinthy Frigyest, aki neki dedikálta az Utazás a koponyám körül című könyve egyik példányát. Könyveihez saját ex librist használt.
Az 1930-as évekre súlyos alkoholista lett. 1944-ben német SS katonák lőtték agyon Nizza városában. Más forrás szerint 1943 nyarán a Drancyi gyűjtőtáborból az Auschwitzi koncentrációs táborba deportálták, ahol életét vesztette.
Személye inspirálta Tóbiás doktor személyét az 1934-es, Bácskai Lauró István által rendezett Mese habbal című filmben.

## Könyvei
- Az ifjúság nemi problémái, Budapest, 1931
- (szerk.) Születésszabályozás, Budapest, 1932
- Szerelem és szaporodás, Budapest, 1932
- Amiről a nők nem beszélnek, Budapest, 1932
- Törvény, erkölcs, anyaság, Budapest, 1933
- Ideges női megbetegedések, Budapest, 1934 (felmerült az olasz kiadása is a pármai egyetem részéről)[25]
- A fogamzás titka, Budapest, 1936

Lefordította Erwin Liek Rákbetegség, rákgyógyítás, rákmegelőzés című művét (Budapest, 1936).